# 埃爾索爾峰
06°06′46″N 62°33′01″W / 6.11278°N 62.55028°W
埃爾索爾峰（Cerro El Sol），是委內瑞拉的山峰，位於該國東南部玻利瓦爾州，屬於奧揚山的一部分，處於拉盧納峰西北面，該山峰海拔高度1,750米。